# Samuel Tefera
Samuel Tefera (* 23. října 1999) je etiopský atlet, běžec, který se věnuje středním tratím. Je bývalým držitelem halového světového rekordu v běhu na 1500 metrů časem 3:31,04. Tímto časem překonal v lednu 2019 po 22 letech rekordní výkon Maročana Hichama El Guerrouje.

## Osobní rekordy
Dráha
- Běh na 1500 metrů – 3:30,71 (Monaco, 9. 7. 2021)

Hala
- Běh na 1500 metrů – 3:31,04 Val-de-Reuil, 27. 1. 2018) [2] -  (Současný světový rekord)